# PLZ-07
PLZ-07 — современная китайская 122-мм самоходная артиллерийская установка (САУ) класса самоходных гаубиц. В некоторых источниках называется SH3.
Создана для замены морально устаревших САУ Тип 89, Тип 85 и Tип 70/70-1, находящихся на вооружении НОАК.
Использует модифицированное шасси БМП Тип 97.

## Модификации
- PLZ07A — базовая модель
- PLZ07B — плавающая модификация

## На вооружении
- Китай: 550 единиц Type-07 (PLZ-07) и 150 единиц Type-07B (PLZ-07B) на начало 2022 года. В это число не входят САУ, находящиеся на вооружении корпуса морской пехоты ВМС НОАК[3].

## Аналоги
- 2С1
- М108
- Raad-1
- Wespe
- Эббот